# The Science of Aliens
The Science of Aliens sau Știința extratereștrilor este o expoziție itinerantă care a fost lansată la Muzeul de Știință din Londra în octombrie 2005. Expoziția este organizată de o companie numită The Science of... cu ajutorul Muzeului de Știință și Fleming Media. Două versiuni ale expozitiei sunt turnee locuri din întreaga lume. 

## Conținutul expoziției
Expoziția încearcă să răspundă la întrebarea Suntem singuri în Univers? printr-o combinație de piese, expozitii interactive si audiovizuale. Expoziția are în introducere o privire asupra arhetipurilor din science fiction. Apoi se face o analiză despre ceea ce oamenii de stiinta ne pot spune despre posibilitățile reale de existență a viații extraterestre. Această secțiune explorează diversitatea vieții pe Pământ și condițiile extreme în care acesta poate supraviețui.  